# Муліт
Мулі́т (рос. муллит; англ. mullite; нім. Mullit m) — мінерал підкласу острівних силікатів з групи кіаніту-силіманіту, силікат алюмінію острівної будови. Відкритий в 1924 році.

## Опис
Хімічна формула: 1. За Є.Лазаренком і Г.Штрюбелем: Al8[O3(O0,5OH, F)|Si3AlO16]. 2. За К.Фреєм: З•Al2O3•2SiO2.
Містить (%): SiO — 28,2; Al2O3 — 71,8.
Утворює з силіманітом безперервний ряд твердих розчинів.
Кристалізується в ромбічній сингонії.
Ромбо-дипірамідальний вид.
Спайність ясна.
Густина 3,1-3,2, твердість 6-7.
Безбарвний і фіолетово-рожевий. Блиск скляний.
Муліт — високотемпературний мінерал деяких контактово-метаморфічних порід. Має хороші вогнетривкі властивості (т-ра плавлення 1825—1850 °С), завдяки чому знаходить широке застосування як кислотостійкий і вогнетривкий матеріал в хімічній, металургійній і керамічній промисловості.
Рідкісний.
Уперше встановлений в Шотландії (острів Мулл, від якого походить назва мінералу) у вплавлених у лаву глинистих включеннях четвертинних лав. (N.L.Bowen, J.W.Greig, E.G.Zies, 1924).
Синоніми: порцит, порцеланіт.

## Різновиди
Розрізняють:
- α-муліт (зайва назва муліту);
- β-муліт (зайва назва муліту);
- γ-муліт (різновид муліту, який містить FeO i TiO).